# 塩壺温泉
塩壺温泉（しおつぼおんせん）は、長野県北佐久郡軽井沢町（旧国信濃国）にある温泉。

## 泉質
- ナトリウム-炭酸水素塩・塩化物温泉[1]
  - 源泉温度48.5℃

## 温泉街

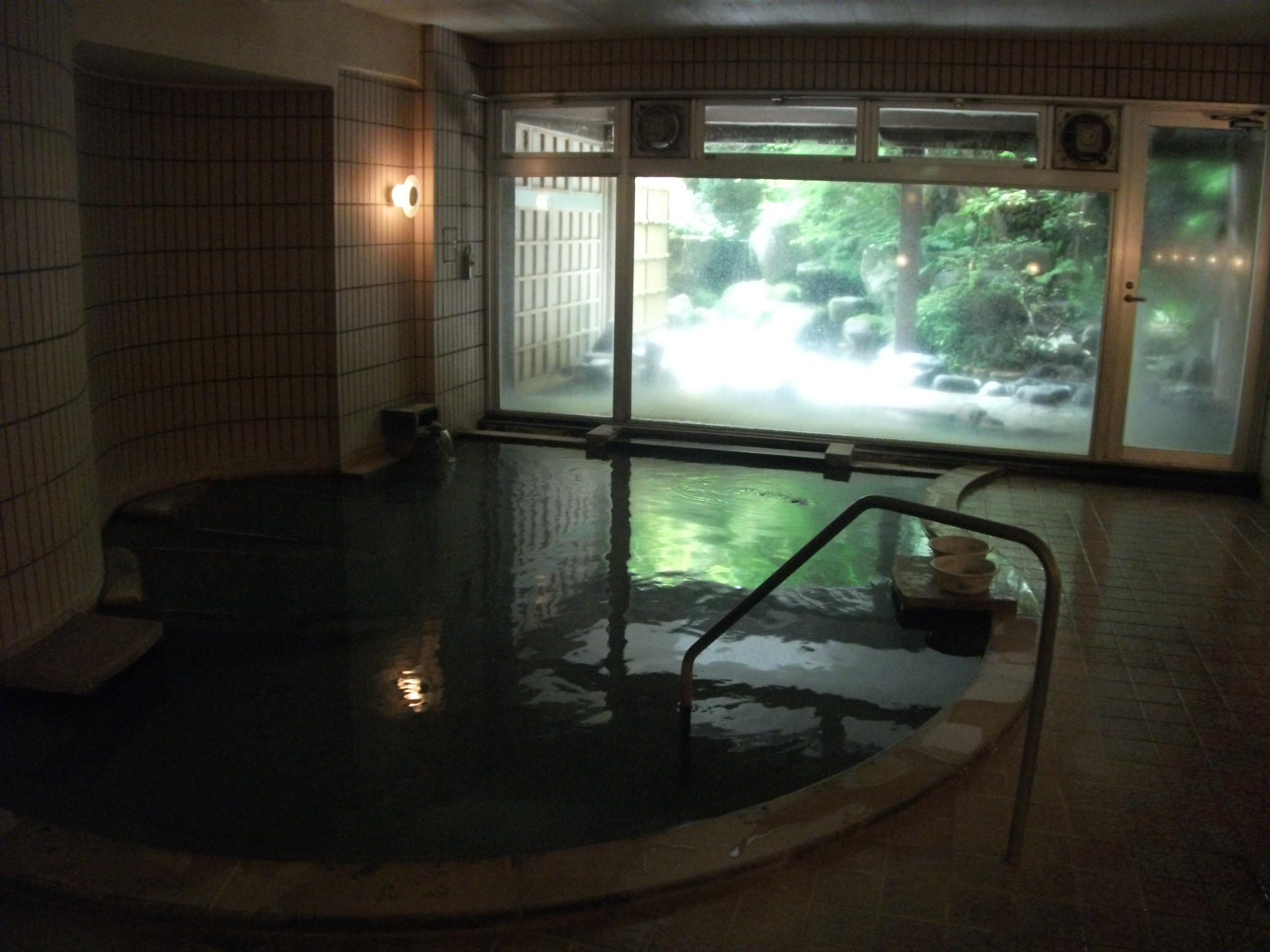
塩壺温泉ホテルの浴場

外湯はなく、宿泊施設が1軒。塩壺温泉ホテルがあり、日帰り入浴も可能である。浴場にはジャグジー、寝湯、露天風呂を備える。近隣の星野温泉と千ヶ滝温泉は徒歩圏内にある。

## 歴史
約800年前、善光寺の参詣からの帰路にこの地に立ち寄った源頼朝が、1羽の鶴がこの温泉で傷を癒しているのを発見したとの伝説が残る。1913年、星野リゾート創業者である星野国次が赤岩鉱泉（のちの星野温泉）とともに塩坪の湯を開発。のちに塩壺温泉と改められた。温泉名の由来は、軽井沢で初めて発見された湯壺であることから初壺（しょつぼ）、それが転じて塩壺になったとされる。1934年には塩壺温泉ホテルが開業。政治家の尾崎行雄は「長命泉」と呼びこの湯を愛した。

## アクセス
- 鉄道 : しなの鉄道中軽井沢駅より3Km。